# Касаткин, Павел Дмитриевич
Па́вел Дми́триевич Каса́ткин (10 сентября 1913, Москва — 4 марта 2002, Москва) — советский оператор и режиссёр документального кино, фронтовой кинооператор в годы Великой Отечественной войны. заслуженный деятель искусств РСФСР (1974).

## Биография
Родился 28 августа (10 сентября) 1913 года. В 1939 году окончил операторский факультет ВГИКа. С 1941 года — оператор ЦСДФ.
Был призван на фронт в первые же дни Великой Отечественной войны в качестве военного корреспондента. Работал в киногруппе 2-го Украинского фронта, участвовал в Битве за Москву, снимал в партизанских соединениях, действовавших в тылу врага, позже снимал боевые операции в Венгрии и Чехословакии, дважды был ранен. Во время одного из воздушных боёв был сбит Пе-2, с борта которого снимал Касаткин, оператора спас стрелок-радист, силой вытолкнув его из горящего самолёта.
В период 1952—1953 годов был на корпункте ЦСДФ в Чехословакии.
Кроме фильмов им снято более 200 сюжетов для кинопериодики студии: «Искусство», «На защиту родной Москвы», «Новости дня», «Пионерия», «Советский воин», «Советский спорт», «Советское кино», «Союзкиножурнал», «Хроника наших дней».
Член ВКП(б) с 1939 года, член Союза кинематографистов СССР (Москва)
Скончался в 2002 году в МосквеЧлен ВКП(б) с 1939 года. Похоронен на Ваганьковском кладбище.

## Фильмография
Оператор
- 1941 — XXIV-й октябрь (совм. с группой операторов)
- 1941 — Бой за высоту А
- 1942 — День войны (совм. с группой операторов)
- 1942 — Развевающийся флаг 8-й гвардейской дивизии (сов. с группой операторов)
- 1942 — Разгром немецких войск под Москвой (совм. с группой операторов)
- 1942 — Самое дорогое
- 1942 — Танкисты
- 1942 — У казаков-доваторцев (совм. с Г. Боборовым, Р. Халушаковым)
- 1943 — Битва за нашу Советскую Украину (совм. с группой операторов)
- 1943 — Крылья народа
- 1944 — Победа на Правобережной Украине (совм. с группой операторов)
- 1945 — XXVIII-ой Октябрь (совм. с группой операторов)
- 1945 — Будапешт (совм. с группой операторов)
- 1945 — Венгрия (совм. с группой операторов)
- 1945 — Освобождение Чехословакии (совм. с группой операторов)
- 1946 — Болгария
- 1947 — Слава Москве (совм. с группой операторов)
- 1948 — Комсомол
- 1948 — Кубок СССР (совм. с группой операторов)
- 1949 — 1 Мая (совм. с группой операторов)
- 1950 — Демократическая Германия (совм. с группой операторов)
- 1950 — Победа китайского народа (совм. с группой операторов)
- 1950 — Под знаменем мира (совм. с Д. Каспием, И. Кононовым, Ю. Монгловским, Д. Рымаревым)
- 1950 — Старейший русский театр (совм. с В. Страдиным)
- 1951 — Мы за мир (совм. с группой операторов)
- 1952 — За счастье детей (совм. с А. Колошиным)
- 1953 — Голос народов мира (совм. с группой операторов)
- 1954 — Декада литовской литературы и искусства (совм. с В. Старошасом, Д. Рымаревым, Ю. Бородяевым, Н. Вихиревым)
- 1954 — «Жиронда» — «Динамо» (совм. с группой операторов)
- 1955 — Дружба великих народов (совм. с группой операторов)
- 1955 — Первая в мире (совм. с В. Вырубовым)
- 1955 — Совещание европейских государств по обеспечению мира и безопасности в Европе (совм. с Р. Халушаковым)
- 1955 — Франция — СССР (совм. с группой операторов)
- 1956 — В дни Спартакиады (совм. с группой операторов)
- 1957 — Здесь жил Ленин
- 1957 — Мы подружились в Москве
- 1958 — Песни гор
- 1959 — Великая победа человечества
- 1960 — Бассейн «Москва» (совм. с А. Левитаном)
- 1961 — Первый рейс к звёздам (совм. с группой операторов)
- 1962 — Набат мира
- 1962 — Станиславский
- 1963 — Адрес, который помнят
- 1963 — У истоков авиации
- 1966 — Подвиг (совм. с З. Громовой)
- 1967 — Суздаль — град заповедный
- 1969 — Атомное пламя
- 1969 — Кабинет и квартира В. И. Ленина в Кремле
- 1972 — Единство (совм. с группой операторов)
- 1973 — Будьте здоровы
- 1974 — Военные художники-грековцы
- 1976 — Даёшь десятую
- 1977 — Конаковский фаянсовый завод
- 1977 — Московское швейное объединение «Смена»
- 1978 — Голос женщины планеты
- 1979 — Взгляд на Советский Союз (совм. с Е. Легатом)
- 1979 — Дни Берлина в Москве (совм. с группой операторов)
- 1979 — Мир детству твоему (совм. с С. Кузминским, Е. Федяевым, Е. Яцуном)
- 1979 — СССР сегодня
- 1980 — Золотая Звезда героя (совм. с Г. Епифановым, И. Фрезом)
- 1980 — Праздник весны и труда
- 1981 — 4-й съезд советских кинематографистов (совм. с И. Бганцевым, Г. Епифановым, А. Кулиджановым)
- 1981 — Курсом Октября, курсом мира
- 1981 — Праздник мира, труда и весны (совм. с группой операторов)
- 1982 — Под знаменами Первомая
- 1982 — Прощание народа с М. А. Сусловым (совм. с В. Усановым, Е. Федяевым, Е. Марфель, Ю. Голубевым)
- 1983 — Высокое доверие народа (совм. с В. Извековым, Д. Парфёновым, В. Усановым)
- 1983 — Верность Великому почину (совм. с группой операторов)
- 1986 — Раздумья о русской ниве (совм. с В. Воронцовым, С Воронцовым)

Режиссёр
- 1960 — Бассейн «Москва»
- 1967 — Суздаль — град заповедный
- 1979 — Взгляд на Советский Союз

Сценарист
- 1969 — Кабинет и квартира В. И. Ленина в Кремле

## Награды и премии
- Сталинская премия первой степени (1942) — за фильм «Разгром немецких войск под Москвой» (1942)[5]
- орден Красного Знамени (14 апреля 1944)[6]
- медаль «За оборону Москвы» (1944)
- орден Отечественной войны I степени (11 мая 1945)[7]
- медаль «За победу над Германией в Великой Отечественной войне 1941—1945 гг.» (1945)
- орден «Знак Почёта» (1948) — за достигнутые успехи в деле развития и усовершенствования цветной кинематографии[8]
- Сталинская премия первой степени (1951) — за фильм «Победа китайского народа» (1950)
- медаль «В ознаменование 100-летия со дня рождения Владимира Ильича Ленина» (1969)
- заслуженный деятель искусств РСФСР (1974)
- орден Отечественной войны I степени (6 апреля 1985)[9]
- медаль «В память 850-летия Москвы» (1997)[1]